# Greatest Hits (álbum de Bruce Springsteen & the E Street Band)
Greatest Hits es un álbum recopilatorio del músico estadounidense Bruce Springsteen, publicado por la compañía discográfica Columbia Records en enero de 2009. El álbum, el único recopilatorio acreditado a la E Street Band, fue una publicación exclusiva de Wal Mart y no incluyó material grabado entre la publicación de Born in the U.S.A. y la reunión del grupo en 1999.

## Historia
El álbum incluye una colección de los sencillos más exitosos y populares de Springsteen, de un modo similar al recopilatorio homónimo de 1995. Sin embargo, a diferencia del anterior, Greatest Hits está acreditado por primera vez a "Bruce Springsteen & The E Street Band", la primera vez que el grupo de Springsteen figura en el título de un recopilatorio. Debido a ello, el álbum no incluye material grabado entre 1984 y 2002, periodo durante el cual Springsteen no grabó con la E Street Band.
La asociación de Springsteen con Wal Mart fue motivo de críticas de varios medios de comunicación, debido al apoyo del músico a causas humanitarias y las políticas de la empresa contra los sindicatos. El periodista Tony Sachs de Huffington Post definió la publicación como «uno de los cinco momentos más estúpidos de la industria musical en 2008», mientras que The Wall Street Journal escribió que el lanzamiento reflejaba la dualidad entre «el escritor y compositor liberal y el gigante comercial del artista». Por el contrario, el escritor Charles R. Cross comentó que los seguidores eran más receptivos a este tipo de estrategias comerciales dada la crisis global en el negocio de la música. Sin embargo, el lanzamiento fue criticado por seguidores así como por activistas sindicales y propietarios de tiendas independientes de discos.
En respuesta, Jon Landau, representante de Springsten, escribió: «Comencemos con la premisa de que Bruce ya está en Wal Mart. Wal Mart ha representado el 15% de nuestras ventas en años recientes. No es una cuestión sobre ir a Wal Mart: ya estamos ahí. Ellos, y otros distribuidores, están buscando la manera de diferenciarse entre sí, y nosotros intentamos acomodarnos a ellos. No estamos haciendo publicidad de Wal Mart. No hemos respaldado a Wal Mart o a cualquier otro». Sin embargo, el propio Springsteen, durante una rueda de prensa previa a su aparición en la Super Bowl XLIII, admitió que «no lo hicieron bien» en su asociación con Wal-Mart, y lo atribuyeron a una insuficiente investigación debido a la larga suma de actividades que estaban desarrollando».
En junio de 2009, Columbia Records publicó una versión expandida para el mercado europeo, con una lista de canciones ligeramente modificada.

## Lista de canciones
| Edición estadounidense |                                |                                               |          |  |
| N.º                    | Título                         | Álbum original                                | Duración |  |
| 1.                     | «Rosalita (Come Out Tonight)»  | The Wild, the Innocent & the E Street Shuffle | 7:05     |  |
| 2.                     | «Born to Run»                  | Born to Run                                   | 4:30     |  |
| 3.                     | «Thunder Road»                 | Born to Run                                   | 4:48     |  |
| 4.                     | «Darkness on the Edge of Town» | Darkness on the Edge of Town                  | 4:29     |  |
| 5.                     | «Badlands»                     | Darkness on the Edge of Town                  | 4:01     |  |
| 6.                     | «Hungry Heart»                 | The River                                     | 3:20     |  |
| 7.                     | «Glory Days»                   | Born in the U.S.A.                            | 4:20     |  |
| 8.                     | «Dancing in the Dark»          | Born in the U.S.A.                            | 4:03     |  |
| 9.                     | «Born in the U.S.A.»           | Born in the U.S.A.                            | 4:41     |  |
| 10.                    | «The Rising»                   | The Rising                                    | 4:50     |  |
| 11.                    | «Lonesome Day»                 | The Rising                                    | 4:08     |  |
| 12.                    | «Radio Nowhere»                | Magic                                         | 3:19     |  |

| Edición europea |                                |                                               |          |  |
| N.º             | Título                         | Álbum original                                | Duración |  |
| 1.              | «Blinded by the Light»         | Greetings from Asbury Park, N.J.              | 5:03     |  |
| 2.              | «Rosalita (Come Out Tonight)»  | The Wild, the Innocent & the E Street Shuffle | 7:05     |  |
| 3.              | «Born to Run»                  | Born to Run                                   | 4:30     |  |
| 4.              | «Thunder Road»                 | Born to Run                                   | 4:48     |  |
| 5.              | «Badlands»                     | Darkness on the Edge of Town                  | 4:01     |  |
| 6.              | «Darkness on the Edge of Town» | Darkness on the Edge of Town                  | 4:29     |  |
| 7.              | «Hungry Heart»                 | The River                                     | 3:20     |  |
| 8.              | «The River»                    | The River                                     | 5:01     |  |
| 9.              | «Born in the U.S.A.»           | Born in the U.S.A.                            | 4:41     |  |
| 10.             | «I'm on Fire»                  | Born in the U.S.A.                            | 2:35     |  |
| 11.             | «Glory Days»                   | Born in the U.S.A.                            | 4:18     |  |
| 12.             | «Dancing in the Dark»          | Born in the U.S.A.                            | 4:03     |  |
| 13.             | «The Rising»                   | The Rising                                    | 4:50     |  |
| 14.             | «Lonesome Day»                 | The Rising                                    | 4:08     |  |
| 15.             | «Radio Nowhere»                | Magic                                         | 3:19     |  |
| 16.             | «Long Walk Home»               | Magic                                         | 4:32     |  |
| 17.             | «Because the Night»            | Live/1975-85                                  | 5:20     |  |
| 18.             | «Fire»                         | Live/1975-85                                  | 2:52     |  |

## Personal
- Bruce Springsteen: guitarra, armónica y voz
- Roy Bittan: piano y sintetizador
- Ernest "Boom" Carter: batería
- Clarence Clemons: saxofón, percusión y coros
- Danny Federici: órgano y glockenspiel
- Nils Lofgren: guitarra y coros
- Vini "Mad Dog" López: batería
- David Sancious: piano y órgano
- Patti Scialfa: coros
- Garry Tallent: bajo
- Soozie Tyrell: violín y coros
- Max Weinberg: batería
- Steven Van Zandt: guitarra y coros

## Posición en listas
| Año  | País              | Lista                       | Posición |
| ---- | ----------------- | --------------------------- | -------- |
| 2009 | Alemania          | Media Control Albums Charts | 25       |
| 2009 | Australia         | ARIA Albums Chart           | 17       |
| 2009 | Austria           | Ö3 Austria Top 40           | 7        |
| 2009 | Bélgica (Valonia) | Ultratop 200 Albums         | 6        |
| 2009 | Canadá            | Top Canadian Albums         | 21       |
| 2009 | Dinamarca         | Tracklisten Album Top-40    | 3        |
| 2009 | España            | Promusicae Albums Chart     | 6        |
| 2009 | Estados Unidos    | Billboard 200               | 43       |
| 2009 | Finlandia         | Albums Top 50               | 5        |
| 2009 | Irlanda           | Irish Albums Chart          | 1        |
| 2009 | Italia            | Italian Albums Chart        | 17       |
| 2009 | Noruega           | VG-lista Albums Chart       | 3        |
| 2009 | Países Bajos      | Mega Album Top 100          | 4        |
| 2009 | Reino Unido       | UK Album Chart              | 3        |
| 2009 | Suecia            | Albums Top 60               | 1        |
| 2009 | Suiza             | Top Albums 100              | 12       |